# 国鉄8150形蒸気機関車
8150形は、かつて日本国有鉄道の前身たる鉄道作業局・鉄道院・鉄道省に在籍したテンダ式蒸気機関車である。

## 概要
元は、鉄道作業局がアメリカのボールドウィン・ロコモティブ・ワークスで6両を製造した車軸配置2-6-0(1C)形で2気筒単式の飽和式テンダ機関車である。メーカーにおける種別呼称は、8-30Dである。本形式は、日本の国有鉄道が初めて導入したアメリカ製の機関車である。
導入は2次にわたって行われ、1890年（明治23年）3月に2両（製造番号10743, 10744）150, 152、1893年（明治26年）9月に4両（製造番号13756 - 13758, 13763）222 - 225が製造された。これらは1894年（明治27年）の改番で、101, 103, 138 - 141と改称されている。
当初の形式はX形であったが、鉄道作業局ではE3形と称した。私鉄国有化を受けて1909年（明治42年）に実施された鉄道院の車両形式称号規程では、8150形（8150 - 8155）に改番された。
形態は、典型的なアメリカ古典機スタイルで、ボイラーはストレートトップ型、煙突は1次車が先端に向かって開いた形のパイプ型、2次車はストレート形でキャップ付きである。煙室は延長形で、その中に火の粉飛散防止用の金網が張られ、従来のアメリカ製機関車に見られたダイヤモンドスタックは姿を消している。また、1次車は前端梁にカウキャッチャーを備えていた。
原型における運転室は木製であったが、後年すべて鋼製に改修された。また、運転室は小型でそのほとんどがボイラーが占めており、機関士は外火室の右側を定位置とし、機関助士は炭水車の上から投炭した。炭水車は、片ボギー式の3軸型である。
本形式は、東海道線（当時）の山北・御殿場間や信越線の勾配線区で使用されたが、1906年（明治39年）に2両が北海道に転属し、旧北海道官設鉄道の路線で使用された。その後、全車が北海道に渡り、網走線、名寄線、宗谷線で使用された。廃車は1927年（昭和2年）で、いずれも解体された。

## 主要諸元
1次形（8150，8151）の諸元を示す。
- 全長 : 14,935mm
- 全高 : 3,658mm
- 全幅 : 2,438mm
- 軌間 : 1,067mm
- 車軸配置 : 2-6-0(1C)
- 動輪直径 : 1,219mm
- 弁装置 : スチーブンソン式アメリカ型
- シリンダー（直径×行程） : 457mm×559mm
- ボイラー圧力 : 9.8kg/m2
- 火格子面積 : 1.67m2
- 全伝熱面積 : 115.8m2
  - 煙管蒸発伝熱面積 : 103.5m2
  - 火室蒸発伝熱面積 : 12.3m2
- ボイラー水容量 : 4.0m3
- 小煙管（直径×長サ×数） : 51mm×3277mm×198本
- 機関車運転整備重量 : 39.42t
- 機関車空車重量 : 33.90t
- 機関車動輪上重量（運転整備時） : 33.63t
- 機関車動輪軸重（第2動輪上） : 11.69t
- 炭水車重量（運転整備） : 21.54t
- 炭水車重量（空車） : 10.97t
- 水タンク容量 : 8.8m3
- 燃料積載量 : 3.05t
- 機関車性能
  - シリンダ引張力 : 7,980kg
- ブレーキ装置 : 手ブレーキ、蒸気ブレーキ→真空ブレーキ